# Келинтобе (городище)
Келинтобе — древнее городище. Расположено в Жанакорганском районе Кызылординской области, на левом берегу реки Сырдария, в 6—7 км от аула Келинтобе. Площадь 100×75 м, высота 10 м. Ворота расположены на восточной стороне. В 1970 году исследовано Отырарской археологической экспедицией под руководством К. М. Байпакова. Найдены осколки глиняной посуды для еды и питья и др. предметы. Датируется 7—8 вв. до н. э. Население занималось земледелием и скотоводством.